# 佐藤達夫 (法制官僚)
佐藤 達夫（さとう たつお、1904年5月1日 - 1974年9月12日）は、日本の法制官僚。法制局長官、人事院総裁。

## 経歴
福岡県出身。内務官僚・佐藤孝三郎の長男として生まれる。中学明善校、第五高等学校一部丙類を経て、1928年3月、東京帝国大学法学部政治学科を卒業。同年10月、高等試験行政科試験に合格し、同年11月、内務省に入り内務属として地方局に配属された。地方事務官・群馬県などを経て、1932年3月、法制局に移り参事官となり、以後、法制局で勤務。1941年10月、法制局第二部長心得に就任し、専任法制局参事官、法制局第二部長を歴任し終戦を迎えた。
1945年11月、法制局第一部長に就任。以後、日本国憲法の作成に関わる。法制局次長、兼行政調査部部員を経て、1947年6月、片山内閣の法制局長官に就任。その後、法制局長官は法務庁法制局長、法務府法制意見長官、法制局長官と変遷したが、第5次吉田内閣の1954年12月まで7年半在任した。
渡辺文幸によると、造船疑獄における法務大臣が佐藤栄作自由党幹事長の逮捕を延期するよう指揮権発動をしたことについて、指揮権発動の発案者は当時法制局長官だった佐藤達夫だとしている。
1955年1月、国立国会図書館専門調査員に就任。1961年、歌会始の召人を務めた。1962年9月から人事院総裁を務め、人事院勧告の完全実施に尽力し、現職で死去した。
その他、随筆と絵画をたしなみ、植物研究家としても知られた。
1952年、1958年に、昭和天皇の御前で行われた植物学に関する合同進講、座談会には植物学研究者として招かれている。

## 栄典
- 1974年9月11日 - 勲一等・旭日桐花大綬章 叙勲
- 1974年9月12日 - 正三位 叙位 位一級追陛され 従二位 叙位
- 1974年9月13日 - 特旨を以て位一級追陛

## 著作

### 単行本
政治
- 『国会のはなし』三省堂出版、1949年。
- 『戦力・その他』学陽書房、1953年。
- 『日本国憲法誕生記』大蔵省印刷局、1957年。
  - 『日本国憲法誕生記』〈中公文庫 シリーズ戦後史の証言－占領と講和④〉中央公論新社、1999年。解説西修
- 『憲法講話』立花書房、1959年。
- 『行政法』学陽書房、1960年。
- 『行政法』学陽書房、1960年。
- 『日本国憲法成立史』第1巻 - 第4巻、有斐閣、1962 - 1994年。
- 『公務員制度いまと昔 - 佐藤達夫論稿集』尾崎朝夷、1975年。
- 『国家公務員制度』学陽書房、1975年。

絵画
- 『景色』河合善次郎、1953年。
- 『花の絵本 - 画文集』東京新聞出版局、1970年。
- 『花の画集』1 - 3、中日新聞東京本社東京新聞出版局、1971 - 1973年。
- 『花の幻想』矢来書院、1974年。
- 『私の絵本 - 画文集』矢来書院、1976年。
- 『県の花 - 佐藤達夫画文集』矢来書院、1978年。
- 『定本花の画集』中日新聞東京本社、1991年。
- 『サトーズ・フローラ - 佐藤達夫花の画集. a』ユーリーグ、1995年。
- 『サトーズ・フローラ - 佐藤達夫花の画集. b』ユーリーグ、1995年。

植物
- 『植物誌』雪華社、1966年。（第15回日本エッセイスト・クラブ賞受賞・1967年）
- 『植物誌 続』学陽書房、1977年。
- 『私の植物図鑑』矢来書院、1975年。

随筆
- 『法律のミステーク』学陽書房、1954年。
- 『土曜日・月曜日 - 随筆集』第一法規出版、1964年。
- 『法律の悪魔 - 佐藤達夫・法令随筆』学陽書房、1969年。
- 『ネパールの伊藤博文 - 佐藤達夫憲法随筆』啓正社、1972年。
- 『自然の心』毎日新聞社、1972年。

### 論文
- 「憲法改正論議の経過」『時の法令』1954年5月上旬号 雅粒社

## 家族・親族
- 父：佐藤孝三郎（内務官僚、福井県知事、名古屋市長、函館市長を歴任）
- 妻：佐藤雅子（海軍少将・竹内寛の長女）
- 従兄：佐藤敬二（林学者、農学博士、九州大学名誉教授）
- 従弟：河北倫明（美術評論家、京都国立近代美術館館長、京都造形芸術大学学長）